# David García (piłkarz)
David García, właśc. David García de la Cruz (ur. 16 stycznia 1981 r. w Manresa) – hiszpański piłkarz występujący na pozycji obrońcy. Od 2011 roku broni barw Girona FC. Jego warunki fizyczne to: 178 cm i 75 kg.